# Męcinka
Męcinka (in tedesco Herrmannsdorf) è un comune rurale polacco del distretto di Jawor, nel voivodato della Bassa Slesia.
Ricopre una superficie di 147,78 km² e nel 2004 contava 4 787 abitanti.